# Кудава
Кудава (м. куд, э. кудо «дом», м., э. ава «женщина») — дохристианское божество мордвы, покровительница дома. Считали, что Кудава обитает под печью, порогом, в подполье, переднем углу дома. Позднее для обозначения дома со всеми надворными постройками мокша и часть эрзи стали применять тюркское слово «юрт» и божество дома названное Юртавой. Наряду с этим теонимом бытовал и термин «К». При строительстве жилища под первые брёвна на столбах, вкапываемых в землю, клали шерсть лошади, коровы, овцы или козы, чтобы дом был долговечным. При этом накрывали стол, ставили на него хлеб, соль, вино. Обычай класть в основание дома шерсть животного и деньги говорит о том, что в старину были не символические, а реальные жертвоприношения божеству дома. Люди верили, что Кудава в таком случае окажет им содействие во всех делах и в их доме будет благополучие. Кудаву упоминают в заговорах, молитвах, свадебных песнях и причитаниях. Нередко так названную хозяйку дома или сваху.

## Источник
- Энциклопедия Мордовия. Н. Ф. Мокшин, А. Д. Шуляев.